# Карнеги-Хилл
Ка́рнеги-Хилл (англ. Carnegie Hill) — квартал в верхнем Ист-Сайде в боро Манхэттен, Нью-Йорк; один из самых элитных в городе. Карнеги-Хилл ограничивается 86-й и 98-й улицами, Пятой и Лексингтон-авеню. На юге Карнеги-Хилл граничит с районом Йорквилл, на севере — с Восточным Гарлемом. Границы квартала образуют неправильный треугольник. Карнеги-Хилл находится под юрисдикцией 8-го общественного совета Манхэттена.

## История
История квартала берёт начало со времён голландского владычества на Манхэттене. В 1658 году губернатор Питер Стайвесант основал деревню Новый Гарлем (нидерл. Nieuw Haarlem). В 1666 году решением английского губернатора Ричарда Николса к ней была присоединена территория вплоть до нынешней 74-й улицы. До начала XIX века маршруты крупных грузоперевозок по причине неудобного ландшафта обходили квартал стороной. В 1831 году в квартале вдоль Четвёртой авеню была проложена железная дорога, соединявшая Нижний Манхэттен с Гарлемом. Это привело к бурному развитию района. Во второй четверти XIX века улицы Карнеги-Хилла начали перепрокладываться в соответствии с принятым в 1811 году генеральным планом Манхэттена. На 91-й улице была возведена железнодорожная станция «Йорквилл-стейшн» (англ. Yorkville Station), и к 1839 году конный транспорт был практически вытеснен железнодорожным. Шумный и грязный, он стал серьёзным препятствием возведению в квартале фешенебельной застройки. Вдоль путей начали стихийно появляться лачуги скваттеров. Впрочем, в 1870-х годах, после того как владелец железнодорожной компании Корнелиус Вандербильт принял вынужденное решение переместить пути вдоль Четвёртой авеню в туннели, почти все трущобы были снесены. В 1878 году вдоль Третьей авеню была проложена надземная железная дорога. Это привело к активному возведению ленточной застройки среднего класса и появлению в квартале частных мануфактур. Между 90-й и 96-й улицами сохранилось множество домов тех времён.

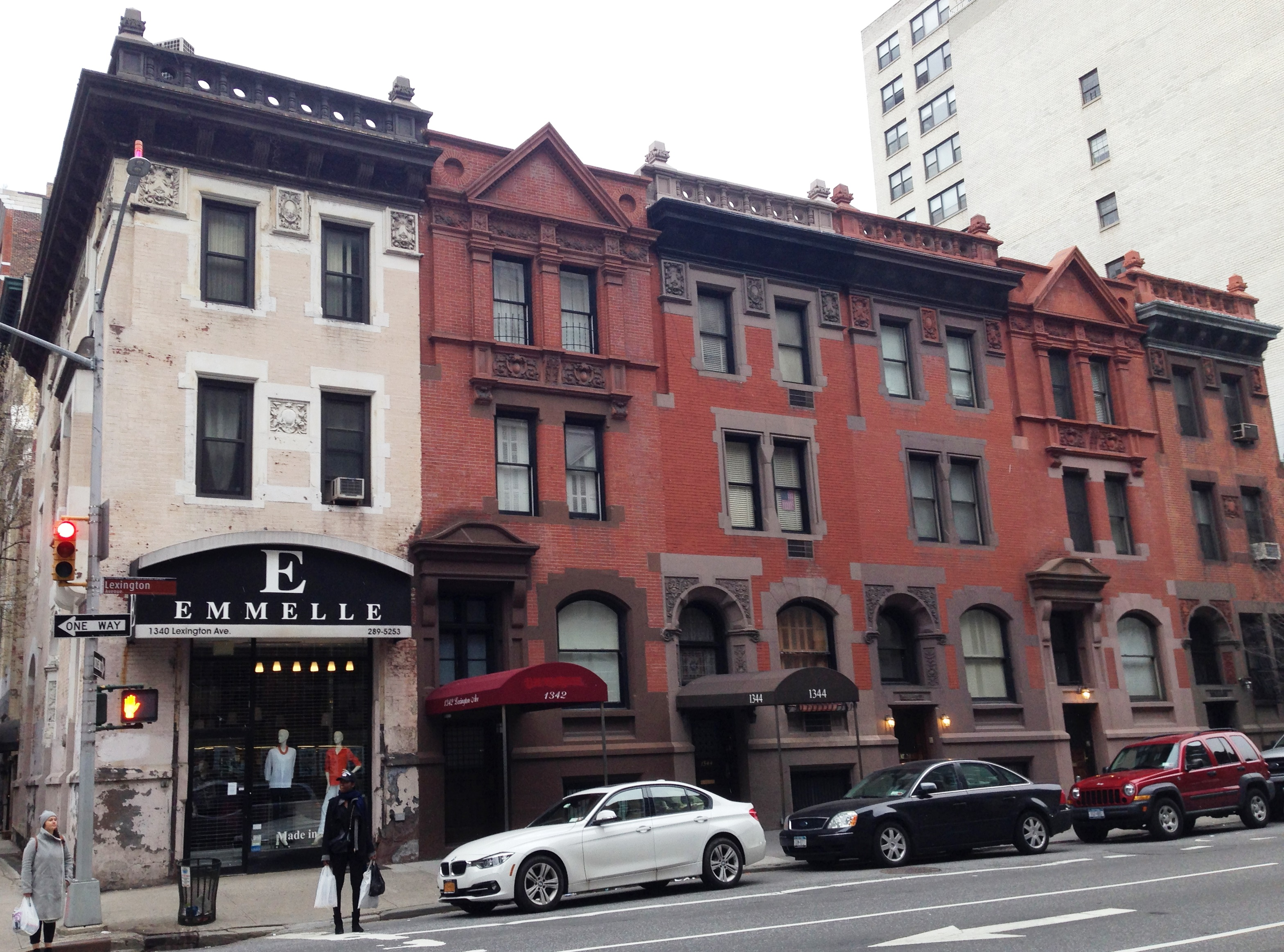
Застройка 1888—1889 годов

С 1890 года в квартале начало возводиться множество частных особняков. Наиболее зажиточные семьи заселялись вдоль Пятой и Мэдисон-авеню к северу от 90-й улицы. С начала XX века вплоть до 1930-х годов квартал вновь переживал бурный рост. В Карнеги-Хилл из всё более дорожающего Мидтауна начали переселяться зажиточные горожане. Среди поселившихся в квартале были финансист Феликс Варбург, филантропы Генри Фиппс и Арчер Хантингтон, банкиры Отто Кан, Уиллард Стрейт и Уильям Вудворд. Также в квартале были снесены остатки трущоб; на их месте возводились элитные здания. Одним из них в 1901 году стал особняк Эндрю Карнеги на пересечении Пятой авеню и 91-й улицы, по которому квартал и получил своё нынешнее название. Ныне в особняке находится Национальный музей дизайна Купера-Хьюитта, являющийся филиалом Смитсоновского института. Квартал продолжал развиваться и во время Великой депрессии. В 1930-х годах в Карнеги-Хилле поселились адвокат Уильям Лоу и филантроп Вирджиния Вандербильт. В то же время дома ленточной застройки начали перестраиваться под частные таунхаусы. Ко второй половине XX столетия квартал в основном был заселён представителями среднего и зажиточного классов. В 1959 году в Карнеги-Хилле было завершено строительство одного из наиболее заметных произведений архитектуры столетия, Музея Соломона Гуггенхайма. Кроме него в квартале расположены такие культурные заведения, как Еврейский музей, Национальная академия дизайна и Школа Долтона.
23 июля 1974 года части квартала был присвоен статус исторической достопримечательности. 21 декабря 1993 границы территории с этим статусом были значительно расширены.

## Население и общественный транспорт
По данным переписи 2010 года, численность населения квартала составляла 20 473 жителя. Средний доход на домашнее хозяйство почти в 2,5 превышал средний показатель по городу: $124 706. Этот показатель является одним из самых высоких в Нью-Йорке. Карнеги-Хилл обслуживается станциями 86th Street и 96th Street линии IRT Lexington Avenue Нью-Йоркского метрополитена. По состоянию на сентябрь 2012 года в квартале действовали автобусные маршруты M86, M96, M98, M101, M102 и M103.

## Галерея

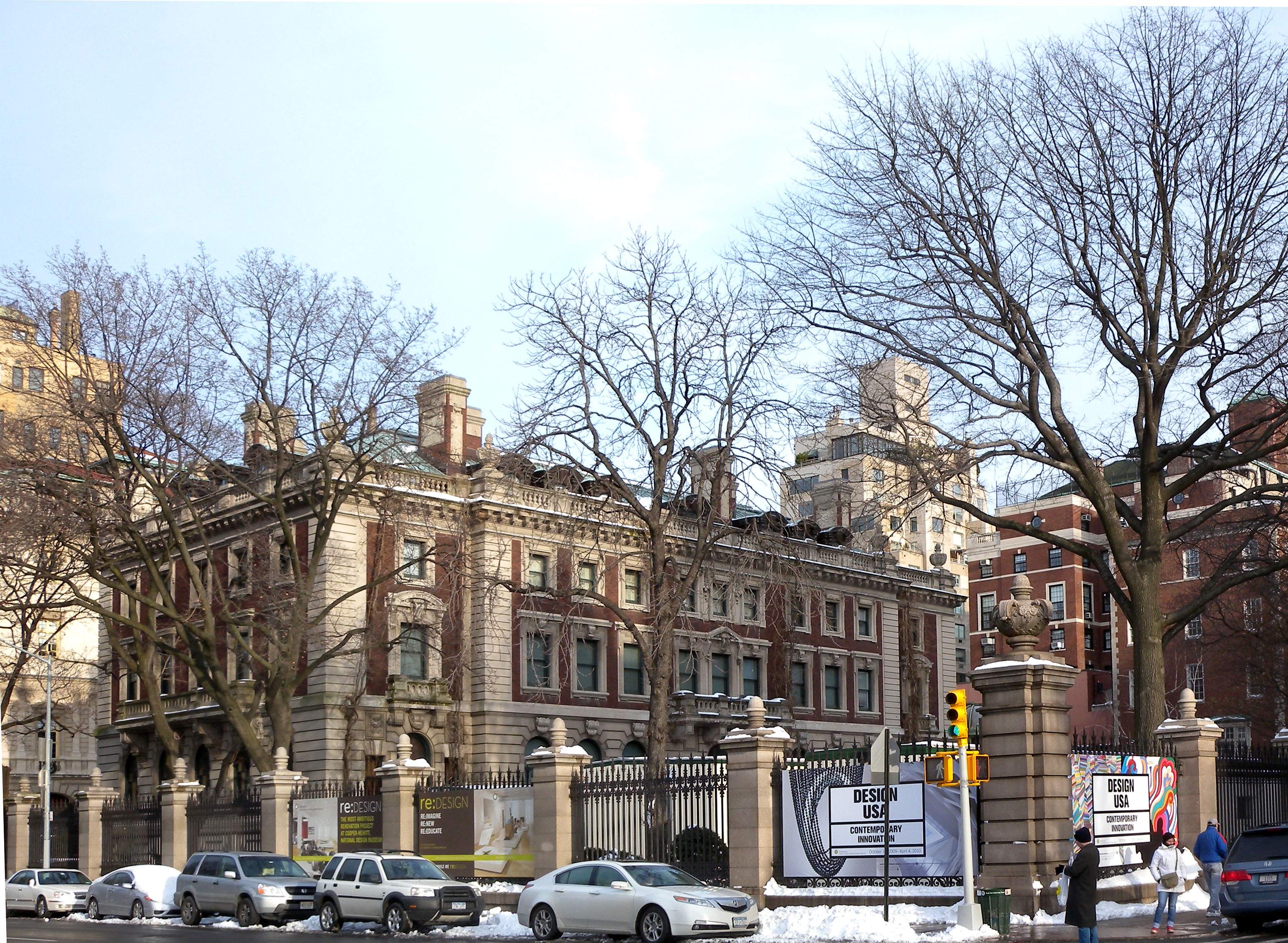
Особняк Эндрю Карнеги (ныне Национальный музей дизайна Купера-Хьюитта)
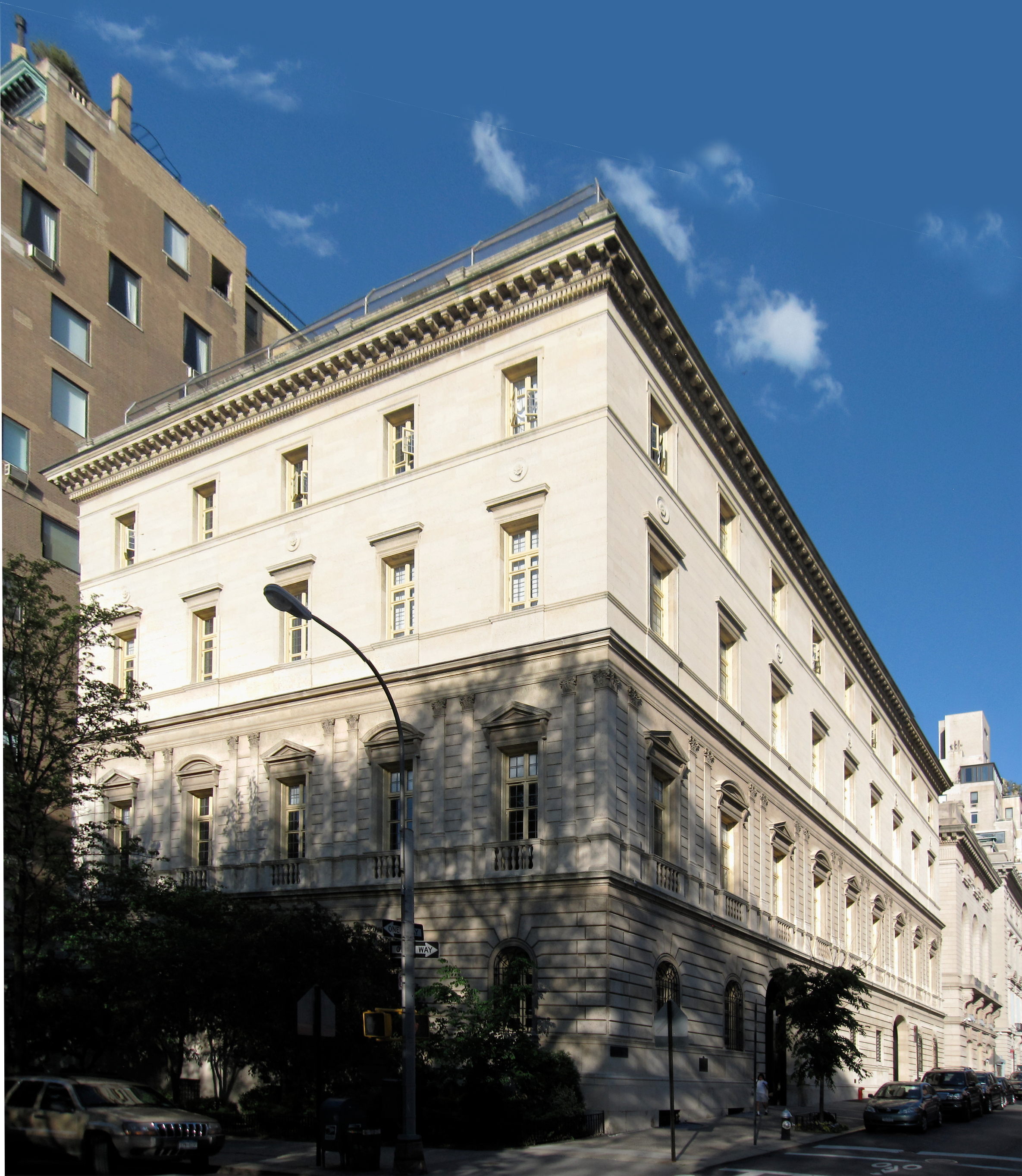
Особняк Отто Кана
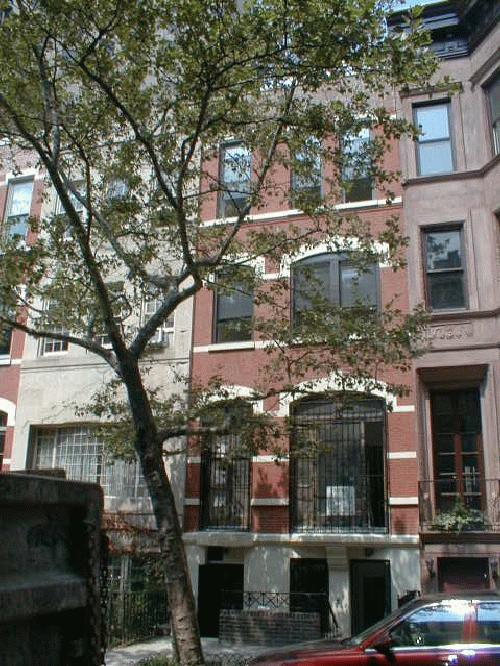
Застройка начала XX века
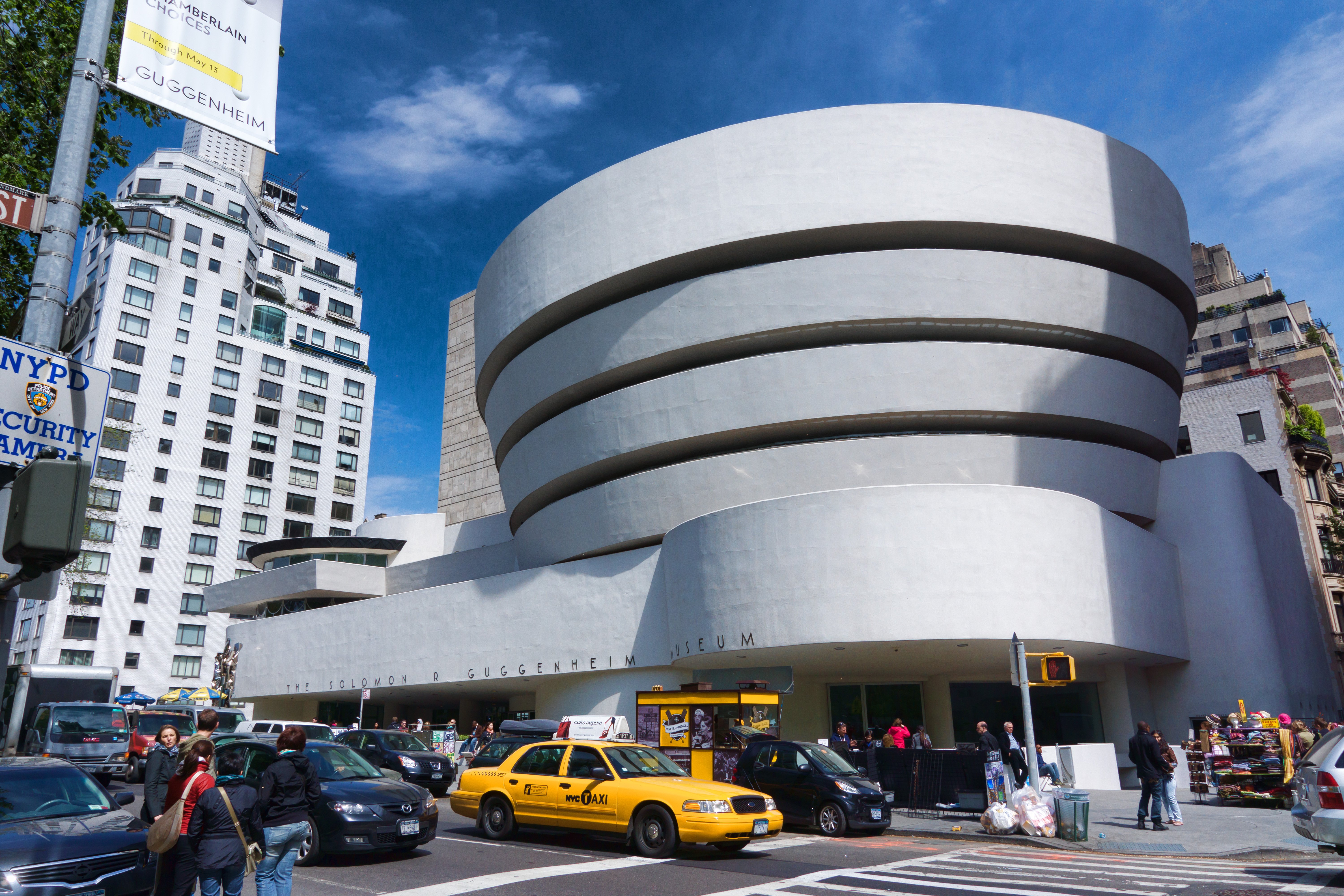
Музей Соломона Гуггенхайма
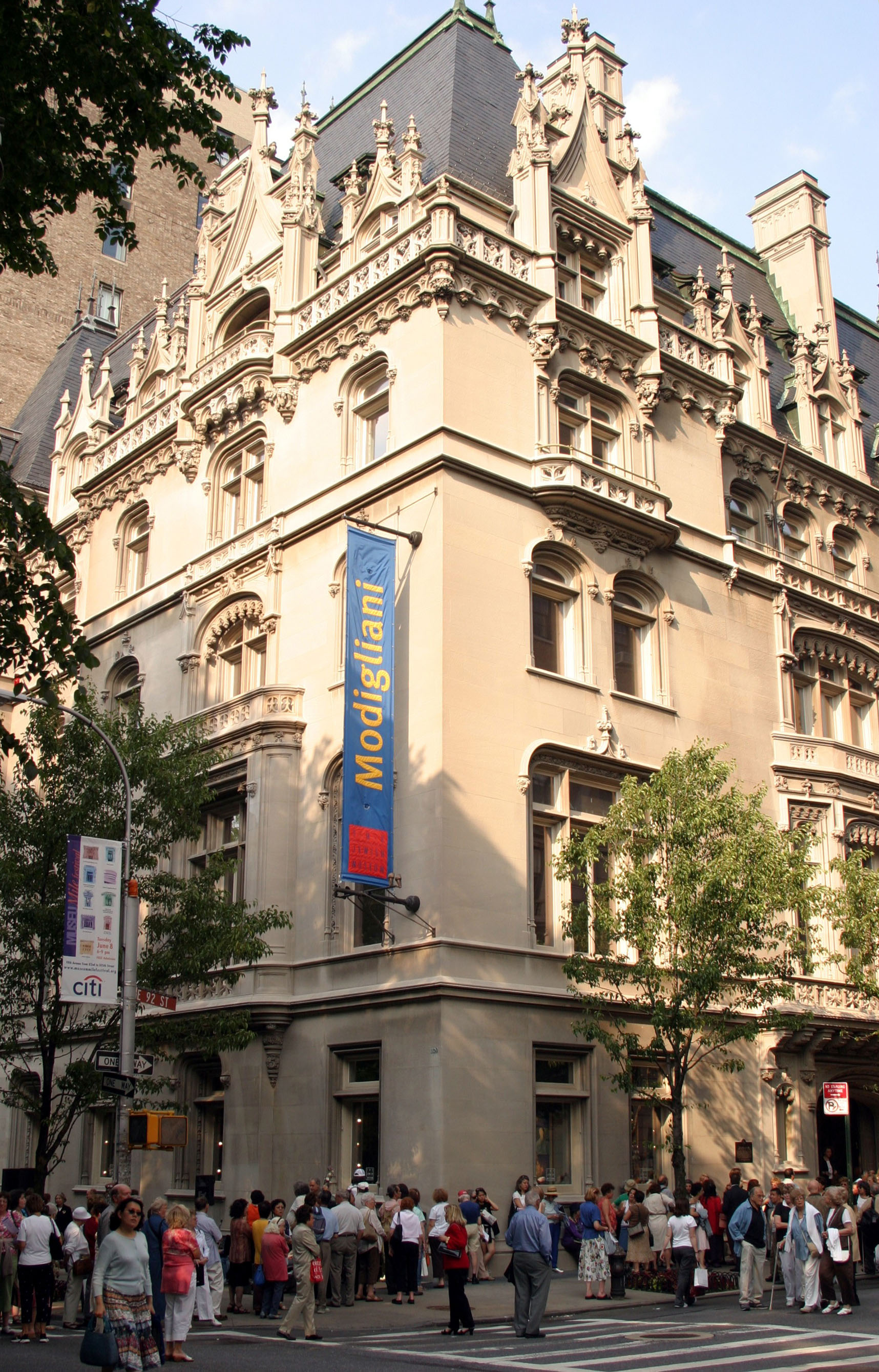
Еврейский музей